# Fly Romania
Fly Romania – nieistniejąca rumuńska tania linia lotnicza z siedzibą w Bukareszcie. Miała swoją siedzibę w porcie lotniczym Bukareszt-Băneasa.

## Historia
Linia rozpoczęła działalność 15 maja 2014 roku. Konkurowała z innymi europejskimi tanimi liniami lotniczymi, w tym Wizz Air, Blue Air i EasyJet.
19 sierpnia 2014 r. Fly Romania odwołała wszystkie loty w całym letnim harmonogramie z powodu niskiego zapotrzebowania klientów.
29 września 2014 roku Fly Romania ogłosiła upadłość.

## Kierunki lotów
Fly Romania wykonywała połączenia do następujących miejscowości:
| Państwo   | Miasto    | Lotnisko                            | Kod IATA | Kod ICAO | Przypisy |
| --------- | --------- | ----------------------------------- | -------- | -------- | -------- |
| Hiszpania | Reus      | Port lotniczy Reus                  | REU      | LERS     |          |
| Niemcy    | Kirchberg | Port lotniczy Frankfurt-Hahn        | HHN      | EDFN     |          |
| Rumunia   | Bukareszt | Port lotniczy Bukareszt-Otopeni     | OTP      | LROP     |          |
| Rumunia   | Timișoara | Port lotniczy Timișoara             | TSR      | LRTR     | [ 5 ]    |
| Rumunia   | Tulcza    | Port lotniczy Tulcza                | TCE      | LRTC     |          |
| Turcja    | Antalya   | Port lotniczy Antalya               | AYT      | LTAI     |          |
| Włochy    | Bergamo   | Port lotniczy Bergamo-Orio al Serio | BGY      | LIME     |          |
| Włochy    | Genua     | Port lotniczy Genua                 | GOA      | LIMJ     |          |
| Włochy    | Palermo   | Port lotniczy Palermo               | PMO      | LICJ     |          |
| Włochy    | Werona    | Port lotniczy Werona-Villafranca    | VRN      | LIPX     |          |

## Flota
Loty były obsługiwane samolotem McDonnell Douglas MD-82, oraz McDonnell Douglas MD-83.